# Crawford Automobile Company
Die Crawford Automobile Company war ein US-amerikanischer Automobilhersteller, der von 1904 bis 1923 in Hagerstown (Maryland) ansässig war.

## Geschichte
Die Firma entstand aus dem Zusammenschluss eines Orgelherstellers in Hagerstown unter der Führung des Dänen Mathias Peter Moller mit einem Fahrradfabrikanten in Philadelphia (Pennsylvania), einem Schotten namens Robert S. Crawford, und einem weiteren Geschäftsmann in Hagerstown, Henry Holzapfel.
In den Jahren 1904/1905 entstanden nur zwei Fahrzeuge, kleine Runabouts mit 10-hp-Zweizylindermotoren und Planetengetrieben. 1906 ging man zu viersitzigen Tourenwagen über, die mit Vierzylinder-Reihenmotoren ausgestattet waren. In diesem Jahr wurden schon 41 Wagen gefertigt. Die Motoren kamen zunächst von Rutenber, später ausschließlich von Continental. Die Kettenantriebe wurden durch Kardanantriebe ersetzt und die Planetengetriebe durch Stirnradgetriebe, die an der Hinterachse eingebaut waren (Transaxle-System). Im Jahre 1910 wurden 275 Autos gebaut, 1913 kam der erste Reihen-Sechszylinder und ab 1916 baute man nur noch Sechszylinderwagen. Durch Materialengpässe auf Grund des Ersten Weltkrieges sank die Produktion in diesem Jahr auf 104 Fahrzeuge; im Folgejahr waren es nur noch 38 Stück. Ein Zwölfzylinderwagen war angekündigt, wurde aber nie gebaut.
Im Jahre 1921 wurde Moller Alleineigentümer. Zusätzlich gründete er eine weitere Automobilmarke, die er nach seiner Tochter Dagmar benannte. 1922 entstanden 54 Fahrzeuge, 1923 nur noch ganz wenige Exemplare. Im März 1924 benannte Moller die Firma in M. P. Moller Motor Car Company um, stellte die Marke Crawford ein und lancierte in der Presse, dass der Dagmar die Nachfolge antreten würde.
1916 nahm ein Crawford-Rennwagen mit Duesenberg-Rennmotor (4 Zylinder, 16 Ventile, 4,9 Liter) am kriegsbedingt verkürzten 300-Meilen-Rennen von Indianapolis teil, fiel aber nach 177 Meilen (285 km) mit gebrochener Bremsleitung aus. Der Fahrer, Dave Lewis, war später an der Entwicklung des Cord L-29 beteiligt.

## Modelle

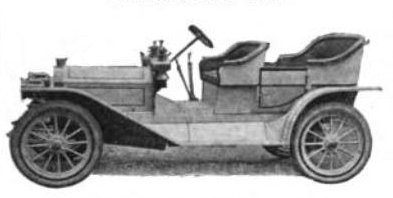
1909 Crawford Modell H Tourenwagen

| Modell  | Bauzeitraum | Zylinder | Leistung              | Radstand     | Aufbau                                                                      |
| ------- | ----------- | -------- | --------------------- | ------------ | --------------------------------------------------------------------------- |
| A       | 1904–1906   | 2 Reihe  | 10 hp (7,4 kW)        | 1981 mm      | Runabout 2 Sitze                                                            |
| C       | 1906        | 4 Reihe  | 28 hp (21 kW)         | 2540 mm      | Tourenwagen 5 Sitze                                                         |
| E       | 1907–1908   | 4 Reihe  | 35 hp (25,7 kW)       | 2692 mm      | Tourenwagen 5 Sitze                                                         |
| F       | 1907–1909   | 4 Reihe  | 35–50 hp (25,7–37 kW) | 2896–2997 mm | Tourenwagen 7 Sitze, Limousine 4 Türen                                      |
| D       | 1908–1909   | 4 Reihe  | 35–40 hp (25,7–29 kW) | 2692 mm      | Runabout 3–4 Sitze, Tourenwagen 5 Sitze                                     |
| G       | 1908–1909   | 4 Reihe  | 40 hp (29 kW)         | 2896 mm      | Tourenwagen 5 Sitze                                                         |
| H       | 1909        | 4 Reihe  | 25 hp (18,4 kW)       | 2692 mm      | Runabout 4 Sitze, Tourenwagen 5 Sitze                                       |
| 10      | 1910        | 4 Reihe  | 30 hp (22 kW)         | 2794 mm      | Roadster 3 Sitze, Tourenwagen 5 Sitze                                       |
| F-G     | 1910        | 4 Reihe  | 50 hp (37 kW)         | 3302 mm      | Tourenwagen                                                                 |
| 11-30   | 1911        | 4 Reihe  | 30 hp (22 kW)         | 2845 mm      | Tourenwagen 5 Sitze                                                         |
| 11-35   | 1911        | 4 Reihe  | 35 hp (25,7 kW)       | 3048 mm      | Tourenwagen 4 Türen                                                         |
| 12-30   | 1912        | 4 Reihe  | 30 hp (22 kW)         | 2921 mm      | Roadster 2 Türen, Tourenwagen 4 Türen                                       |
| 12-35   | 1912        | 4 Reihe  | 35 hp (25,7 kW)       | 3277 mm      | Tourenwagen 4 Türen                                                         |
| 13-30   | 1913        | 4 Reihe  | 30 hp (22 kW)         | 2921 mm      | Roadster 2 Türen, Tourenwagen 4 Türen                                       |
| 13-40   | 1913        | 4 Reihe  | 40 hp (29 kW)         | 3175 mm      | Roadster 2 Türen, Tourenwagen 4 Türen                                       |
| 13-6-45 | 1913        | 6 Reihe  | 45 hp (33 kW)         | 3353 mm      | Tourenwagen 7 Sitze                                                         |
| 4-40    | 1914–1915   | 4 Reihe  | 40 hp (29 kW)         | 3175 mm      | Roadster 2 Sitze, Tourenwagen 5 Sitze                                       |
| 6-35    | 1915        | 6 Reihe  | 35 hp (25,7 kW)       | 3048 mm      | Tourenwaren 5 Sitze                                                         |
| 6-40    | 1916–1922   | 6 Reihe  | 40 hp (29 kW)         | 3048–3112 mm | Roadster 3 Sitze, Tonneau 4 Sitze, Tourenwagen 5–7 Sitze, Limousine 4 Türen |
| 6-70    | 1923        | 6 Reihe  | 70 hp (51 kW)         | 3505 mm      | Coupé 5 Sitze, Tourenwagen 7 Sitze, Limousine 4 Türen                       |

## Produktionszahlen
| Jahr  | Produktionszahl |
| ----- | --------------- |
| 1904  | 2               |
| 1905  | 25              |
| 1906  | 150             |
| 1907  | 137             |
| 1908  | 218             |
| 1909  | 226             |
| 1910  | 275             |
| 1911  | 163             |
| 1912  | 110             |
| 1913  | 85              |
| 1914  | 60              |
| 1915  | 102             |
| 1916  | 104             |
| 1917  | 38              |
| 1918  | 59              |
| 1919  | 42              |
| 1920  | 312             |
| 1921  | 327             |
| 1922  | 54              |
| 1923  | 36              |
| Summe | 2525            |